# Cal Cristo
Cal Cristo és una masia del poble de la Coma, al municipi de la Coma i la Pedra, a la Vall de Lord (Solsonès).
El nom prové del renom del masover de Cal Tarrés